# Anthracia sareptae
Anthracia sareptae là một loài bướm đêm trong họ Noctuidae.